# Leszek Lipski
Leszek Lipski (ur. 14 kwietnia 1941) – polski koszykarz, multimedalista mistrzostw Polski. 

## Osiągnięcia
Klubowe
- Mistrz Polski (1965, 1970)
- Wicemistrz Polski (1963, 1964)
- Brązowy medalista mistrzostw Polski (1960, 1966, 1967, 1969, 1971)
- Zdobywca pucharu Polski (1971)
- Uczestnik rozgrywek Pucharu Europy Mistrzów Krajowych (1970/1971 – II runda)